# Tranent
Tranent è una piccola cittadina scozzese situata nell'area amministrativa dell'East Lothian. Si trova nelle vicinanze della strada A1 e approssimativamente a 11 miglia (17,7 km) da Edimburgo.
Il nome "Tranent" si pensa sia di origine britannica, poiché sembrerebbe contenere le parole Tre e Nant, che significano Città del ruscello. Ai tempi dei Templari il padrone del territorio di Tranent, il conte di Haddingtonshire, fu chiamato Travernent da cui il nome della cittadina.

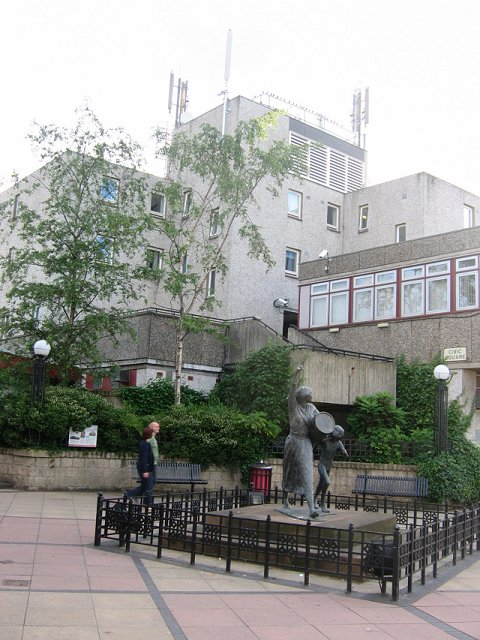
Memoriale nella piazza comunale

Qui avvenne il massacro di Tranent nel 1797, nel quale molti abitanti di Tranent vennero uccisi dopo aver protestato contro la leva dell'esercito Britannico.

## Luoghi d'interesse
- Castello di Fa'side
- La torre di Elphinstone
- La torre Inn
- The Keepers

## Sport

### Calcio
Sono presenti alcune società sportive come il club Tranent F.C. e il Ross High RFC.